# Caccobius diminutivus
Caccobius diminutivus är en skalbaggsart som beskrevs av Walker 1858. Caccobius diminutivus ingår i släktet Caccobius och familjen bladhorningar. Inga underarter finns listade.